# Antirodni pokret
Antirodni pokret ili antidženderistički pokret (eng. anti-gender movement) nastao je prvih godina 21. veka, u Evropi i Latinskoj Americi iz međunarodno koordinisanih kulturalnih i političkih aktivnosti protivljenja idejama koje pobornici anti-džender pokreta nazivaju „džender ideologija” ili „dženderizam”. Ovi pokreti proizašli iz feminizma trećeg talasa, u velikoj meri povezani su sa institucionalnim ili rodnim studijama - nekin naučnih ustanova koje su osnovane u svrhu izučavanja i promocije feminizma i LGBTIQ aktivizma.
Antirodni pokret - a i sam termin  „rodna ideologija”  izvorno je nastao u katoličkim krugovima.
Začeci antirodnog pokreta vezuje se za period od 1994. do 1995. godine, kada su počele prve rasprave o tumačenju termina „rod” u dokumentima konferencija Ujedinjenih nacija u Kairu i Pekingu, a idejno zaokružen do 2003. godine kada je Papski savet za porodicu objavio (na engleskom jeziku) knjigu Lexicon: Ambiguous and Debatable Terms Regarding Family Life and Ethical Questions autora Michel Schooyans, Alfonso Cardinal Lopez Trujillo i drugih.
Pokret se prvo razvio (2004) u Španiji, u kojoj su krugovi vezani uz Katoličku crkvu angažovali na širokom planu kako bi mobilisali što više slojeva stanovništva protiv uvođenja istopolnog braka.
Potom je 2006. godine u Hrvatskoj pokret agresivno delovao povodom uvođenja seksualnog vaspitanja u škole; a u Italiji 2007. godine protiv legalizacije istopolnih partnerstava.
Potom se pokret vidljivo širi u zemlje širom Evrope, pre sveka u Francuskoj 2012. i 2013. kao reakcija na predlog zakona o istopolnim brakovima, a kasnije i na globalnom nivou.
Sami nosioci ideja (koje pobornici antidženderističkog pokreta nazivaju dženderizmom), ne prihvataju termine "rodna ideologija" ili "dženderizam", nego sebe nazivaju "feministi"/"feministkinje" i "LGBT-aktivisti".
Međunarodno udruženje za ravnopravnost LGBT osoba "ILGA Evrope" navodi 2019). godinme da "anti-džender" pokret "okuplja konzervativne i verske aktere koji sarađuju na nacionalnom i međunarodnom nivou protiv rodne ideologije".
Kako se aktivnosti antidženderista nalaze na putu reformi koje predlažu LGBT udruženja, ILGA Evrope je 2019. godine održala seminar pod nazivom “Odgovor andidženderističkom pokretu: Retorika protivljenja, mogućnosti našegapokreta i načini za građenje naših narativa”.

## Neusaglašenost pojmova
Neusuglašenost pojmova vidljiva je u velikom broju naziva antirodnih
pokreta (pa tako npr. jedan autor navodi i do 31 termin). Evo primera nekih od naziva iz literature:
- antirodni pokret,[5]
- antirodna mobilizacija,[6]
- antirodna kampanja,[7]
- antidženderizam,[8]
- antifeministički pokret,[9]
- antirodni aktivizam,[10]
- antirodne pozicije,[11]
- nazadna politika rodne ravnopravnosti.[12]

## Razvojne faze
Antirodni pokret razvijao se u dve faze: prvu u kojoj je stvorena strategija i novi okvir delovanja, da bi potom započela antirodna mobilizacija i ubrzano širenje koje karakteriše drugu fazu.

### Prva faza
Početak osmišljavanja glavne strategije delovanja antirodnog pokreta vezuje se za vatikansku konstrukciju pojma "rodna ideologija", jer je  "rodna ideologija", jedan od najrasprostranjenijih i najkorištenijih diskurzivnih okvira za interpretaciju pojma roda kao društvenog konstrukta, suprotna od vatikanskog shvatanja polne različitosti muškaraca i žena.

### Druga faza
Drugu, aktuelanu fazu mobilizacije antirodnih pokreta karakteriše ubrzan rast 2000-tih godina pri čemu se 2012. može smatrati prekretnicom. Masovno delovanje prvo se razvilo u Francuskoj 2012. i 2013. kao reakcija na predlog zakona o istopolnim brakovima. Iako na kraju nije ostvarilo svoje ciljeve, služilo je kao primer drugima koji su u svojima nacionalnim kontekstima preslikavali francusku strategiju i načine delovanja. Najbolji primer preslikavanja bio je italijanski antirodni pokret. Garbagnoli (2016) zaključuje kako je italijanski antirodni pokret zasnovan na preuzimanju logotipova, imena i stilova glavnih francuskih antirodnih aktivnosti. Italijanski pokret je usmerio svoje aktivnosti 2013.  protiv zakona o suzbijanju diskriminacije na tosnovu seksualne orijentacije i rodnog identiteta, kao i protiv implementacije obrazovnih alata kojima bi se ostvarila rodna ravnopravnost i spriečilo zlostavljanje LGBTQ-osoba u osnovnim školama.

## Spoljašnje veze
Mediji vezani za članak Antirodni pokret na Vikimedijinoj ostavi